# Ignatius Kung Pin-Mei

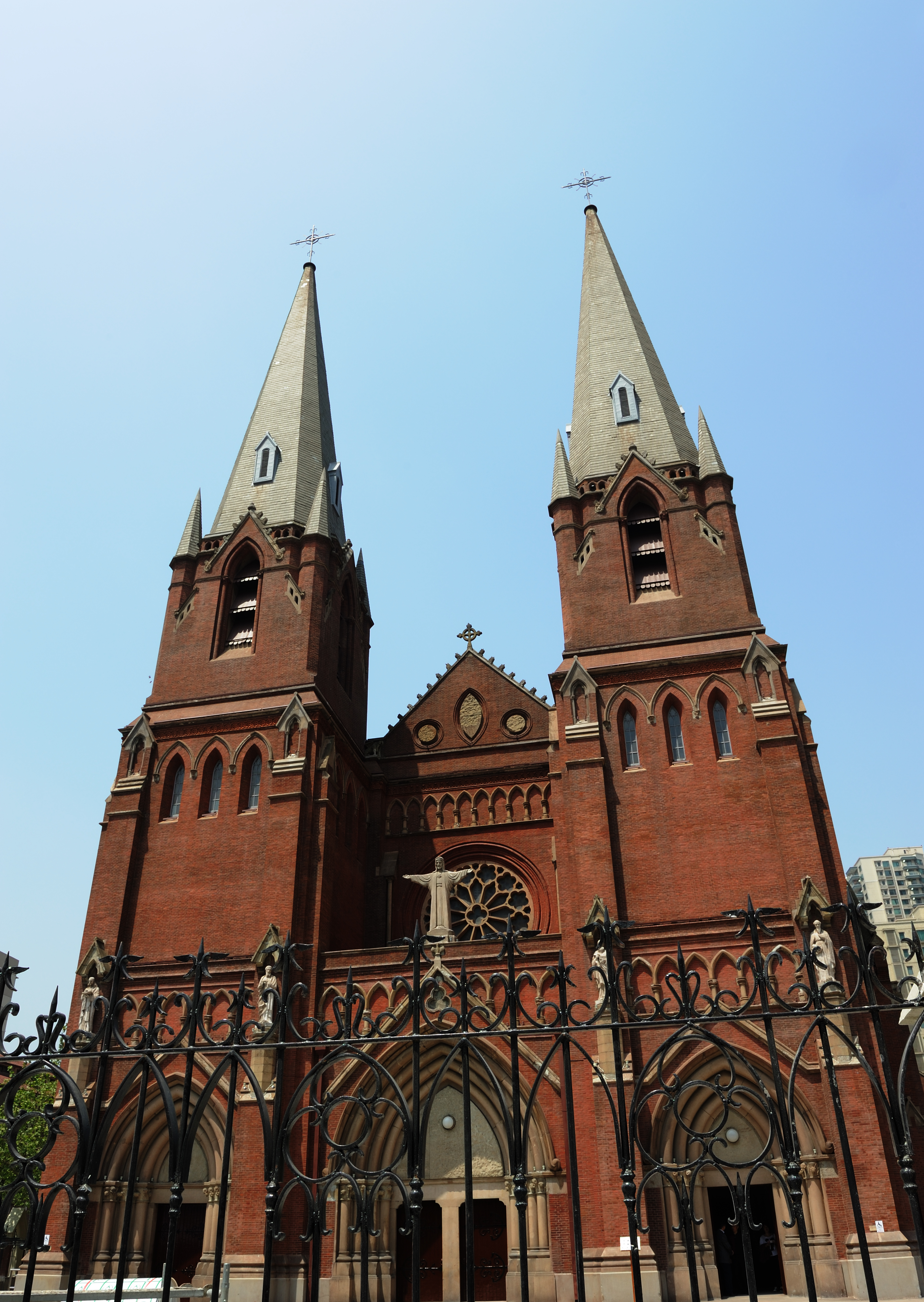
Xujiahui-katedralen i Shanghai.

Ignatius Kung Pin-Mei (förenklade tecken: 龚品梅; traditionella tecken: 龔品梅; pinyin: Gōng Pǐnméi; Wade-Giles: Kung1 P'in3-mei2), född den 2 augusti 1901 i Pudong i Shanghai, död den 12 mars 2000 i Stamford, Connecticut, USA, var en av romersk-katolska kyrkans kardinaler, och (utvisad) biskop av Shanghai. Han satt 30 år fängslad i Kina för att han motsatte sig kommunistregimen i Folkrepubliken Kina när den krävde att han skulle inordna sig i en regimkontrollerad katolsk statskyrka.
Ignatius Kung Pin-Mei blev prästvigd den 28 maj 1930 i Shanghai. Därefter arbetade han som församlingspräst och lärare i stiftets tjänst. 1949 utnämnde påven Pius XII honom till biskop av Suzhou, och den 7 oktober 1949 blev han biskopsvigd av den påvlige nuntien i Kina, ärkebiskop Antonio Riberi. 1950 blev han också biskop av Shanghai, med uppdraget att förvalta även stiften Suzhou och Nanjing.
Kung blev i hemlighet utnämnd till kardinal 1979 av påven Johannes Paulus II, medan han var livstidsdömd för kontrarevolutionär verksamhet. Efter att han blev frigiven 1986 satt han i husarrest till 1988. Då fick han också resa ut ur Kina. Hans kardinalsvärdighet var okänd också för honom själv tills han fick det berättat under en privataudiens med påven 1988. Men utåt blev hemligheten bevarad (in pectore) till 1991, då påven kungjorde den.